# Laut.de
laut.de ist ein deutschsprachiges Online-Magazin, das sich mit Popmusik, Rockmusik, Alternative, Metal, Hip-Hop, Jazz und Techno auseinandersetzt.
Neben Genre-Beschreibungen werden Interviews und Beschreibungen von Bands sowie Solokünstlern aus dem Musikbereich online zur Verfügung gestellt.

## Geschichte und Inhalte
laut.de wurde 1998 von der Seitenbau GmbH in Konstanz gegründet und aufgebaut, die auch Betreiber von Laut.fm ist. Am 1. Januar 2001 wurde das Projekt in Form der Laut AG ausgegliedert. Vorstand des Magazins ist Rainer Henze. Auf laut.de werden unterschiedliche Inhalte angeboten, hierzu zählen: Kritiken/Rezensionen, Interviews, Biografien bedeutender Künstler, musik- und szenebezogenen Nachrichten, sowie Konzertberichten.
Für die Erstellung der online präsentierten Inhalte ist die Imperia AG, ein Tochterunternehmen von Pironet NDH, verantwortlich.
Das Magazin konnte im Jahr 2017 rund 800.000 monatliche Seitenbesucher verzeichnen.

## Sonstiges
laut.de war 2002 einer von drei Preisträgern des Preises für die Online Redaktion 2002 der Landesanstalt für Kommunikation Baden-Württemberg.
Am 10. Juni 2005 startete laut.de das Internetradio laut.fm mit einer exklusiven Live-Aufnahme des Titels Radio brennt der Punkrockband Die Ärzte. Ab Dezember 2006 gab es dort auch einen täglichen Podcast. Anlässlich der Popkomm 2007 wurde das Musikvideo-Angebot laut.tv vorgestellt.
laut.de bietet vergütete redaktionelle Praktika an, die beispielsweise als Voraussetzung für ein Volontariat bei der FreeTech Academy anerkannt werden.